# رود مرغاب
رود مَرغاب رودی است که از جبال ولسوالی مرغاب در شمال ولایت غور سر چشمه گرفته و به شمال خاوری هرات سرازیر گردیده به مَرو کوچک می‌رسید و از آنجا به سمت شمال منحرف می‌شد و به طرف مرو بزرگ می‌رفت و آنجا به نهرهای بسیار منشعب گردیده و در نهایت در ریگستان بیابان غز ناپدید می‌گردید. این ریگستان با مرداب تجند یا رودخانه هرات در یک عرض جغرافیایی است.
مرغاب منطقه زیبای است در شمال ولایت غور که دریای مرغاب از کوه‌های این منطقه سرچشمه می‌گیرد.

## پیشینه
اسم مرغاب: اصطخری می‌نویسد مرغاب اسم محلی است که آن رود از آنجا سر چشمه می‌گرفت. نظریه اصطخری نسبت به نظر ابن حوقل که رود مرغاب را رود مروه می‌گوید دقیق تراست؛ مرغاب محلی است در شمال ولایت غور دقیقاً محلی که دریای مرغاب از آن جا سرچشمه می‌گیرد ودره مرغاب را آبیاری می‌نماید.
مقدسی که مرغاب را رود «مروین» یعنی دو مرو نامیده‌است می‌نویسد این رود از مرو علیا «یعنی مرو کوچک» جریان یافته سپس به مرو سفلی «یعنی مرو بزرگ» می‌ریخت. در یک منزلی جنوب مرو بزرگ مجرای رود را با سدّی که از چوب تدارک شده بود انباشته بودند و آب پشت آن سدّ می‌ایستاد. این سد را در قرن چهارم هجری، امیری که ده هزار نفر زیر فرمان وی بودند نگهبانی می‌کرده و آن‌ها مأموریت داشتند که هم آن سد را حفظ کنند و هم بر تقسیم آب نظارت داشته باشند. روی سد علامتی نصب کرده بودند که ارتفاع سطح آب را نشان می‌داد. وقتی که ارتفاع آب به شصت جو می‌رسید مردم بسیار مسرور می‌گردیدند و وقتی که به شش جو تنزل پیدا می‌کرد علامت کم‌آبی و خشکسالی و نتیجه آن قحطی بود.
در یک فرسخی جنوب مرو بزرگ سدی ساخته بودند به شکل استخری مدور که چهار نهر از آن به محلات و حومه شهر جاری می‌گردید. این استخر درها و مقسم‌هایی داشت که میزان آب و ارتفاع آن را در رودخانه معین می‌کرد. وقتی که این ارتفاع به حد اکثر می‌رسید مردم خوشوقت گردیده سدها را می‌گشودند و آب به قدر حاجت داخل نهرها می‌گردید. اسم نهرهای چهارگانه عبارت بود از: ۱ ـ نهر هرمرفره که به سمت غرب می‌رفت. ۲ـ نهر ماجان که به سمت شرق می‌رفت ۳ ـ زرق یا الرزیق و ۴ ـ نهر اسعدی. مهم‌ترین آن‌ها نهر ماجان بود که عمده آب مرغاب را می‌کشید و پس از آب دادن به شهر و حومه آن از زیر پل‌های متعددی که از زورق‌ها تعبیه شده بود می‌گذشت و به صحرا رسیده در مرداب فرومی‌رفت.
یاقوت حموی در قرن هفتم می‌نویسد که «رود مرغاب را در زمان او رزیق می‌گفتند.»

## پی‌نوشت‌ها
1. 1 2 3  ساناز علیمحمدی، مرغاب یا مرو رود: نگاهی به جغرافیای تاریخی مرو، روزنامه رسالت، شماره ۷۱۰۸، ۲۵/۷/۱۳۸۹، صفحه ۱۴.